# Trosterud Station
Trosterud Station (Trosterud stasjon) er en metrostation på Furusetbanen på T-banen i Oslo. Stationen ligger i bydelen Alna lige under Trosterud senter. Der er adgang til stationen via trapper eller rampe fra centret eller en indgang fra Tvetenveien. Stationen er den ene af to på T-banen, der ligger i en tunnelmunding (den anden er Stovner på Grorudbanen).
Trosterud Station blev benyttet til nogle af scenerne i musikvideoen til Just4Funs Mrs. Thompson, Norges bidrag til Eurovision Song Contest 1991 i Rom.